# 建國大學 (印尼)
25°05′14″N 121°31′37″E / 25.08722°N 121.52694°E
建國大學（印尼語：Universitas Bina Nusantara），簡稱BINUS或BINUS University，是印尼一所由華裔家族興辦的知名私立大學，校址為西雅加達Kemanggisan區、中雅加達Senayan區、萬丹省坦格朗Alam Sutera區、西爪哇省勿加泗及萬隆、而東爪哇省瑪琅。